# Ermitaño

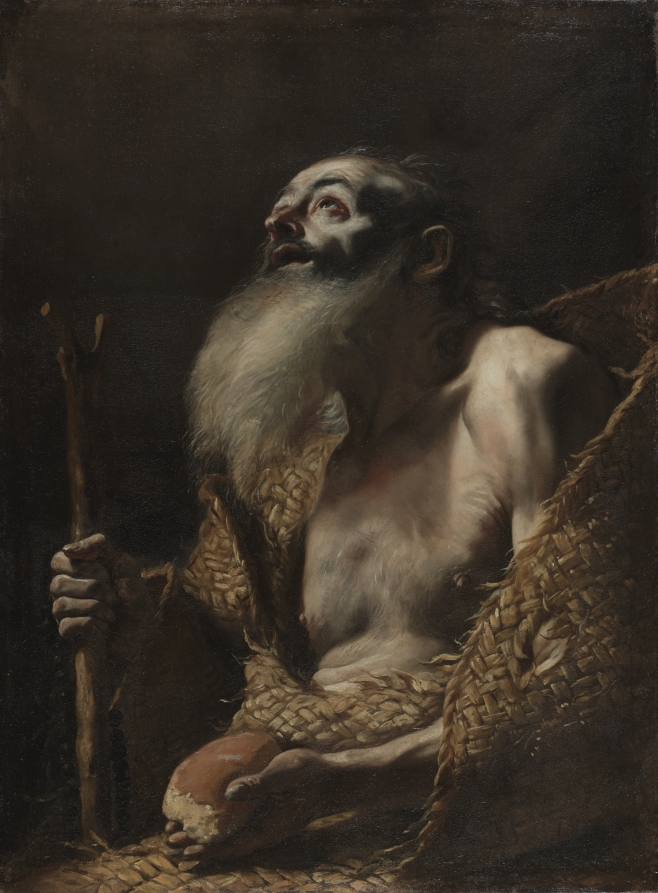
Representación de Pablo de Tebas, conocido como Pablo el ermitaño o Pablo el egipcio, venerado por la Iglesia católica y la Iglesia copta como el primer santo en llevar una vida eremítica

Un ermitaño o eremita es una persona que elige profesar una vida solitaria y ascética, sin contacto permanente con la sociedad. El vocablo ermita procede del latín eremīta, que a su vez deriva del griego ἐρημίτης o de ἔρημος, que significa «del desierto». Es un asceta que vive en la denominada eschatiá por los griegos, espacio no civilizado más allá de la ciudad, que en el caso de Egipto, se identifica con el desierto. Más adelante también se aplicaría, con el mismo concepto, a otros espacios naturales como las montañas sirias o las del centro de Italia. En sentido laxo, el término se extendió para denominar a todo aquel que vive en soledad, apartado de los vínculos sociales, en bosques, montañas, páramos o lugares desérticos.
En el cristianismo la vida eremítica tiene por finalidad alcanzar una relación con Dios que se considera más perfecta. La vida del ermitaño está por lo general caracterizada por valores que incluyen el ascetismo, la penitencia, el alejamiento del mundo urbano y la ruptura con las preferencias de este, el silencio, la oración, el trabajo y, en ocasiones, la itinerancia. Se considera que el eremitismo en el cristianismo nació a fines del siglo III y principios del siglo IV, particularmente tras la paz constantiniana, cuando los llamados «Padres del Desierto» abandonaron las ciudades del Imperio romano y zonas aledañas para ir a vivir en aislamiento y en el rigor de los desiertos de Siria y Egipto, especialmente en el desierto de la Tebaida.
La práctica del eremitismo también se encuentra en la historia del hinduismo, el budismo, el sufismo y el taoísmo.
En el mundo moderno suele verse una variante que, si bien no puede catalogarse como eremitismo propiamente dicho, mantiene algunas de sus características. En este caso, no se da una «fuga geográfica» del mundo, sino un aislamiento respecto al estilo o la forma de vida que el mundo presenta. Se trata de un «eremitismo en medio del mundo», impregnado por rasgos de soledad, oración y trabajo, que huye de cualquier tipo de publicidad y que florece, en el decir del periodista Vittorio Messori, como «reacción a la borrachera comunitaria».

## El ermitaño cristiano

### El eremitismo en el cristianismo temprano
El eremitismo es un modo de vida nacido en Oriente, particularmente en Egipto y Siria, hacia el siglo III, pero con algunos precedentes precristianos, como el de la comunidad judía de los Terapeutas, curadores de almas, con asiento en Alejandría, que propugnaba la soledad y el aislamiento como camino para alcanzar la perfección espiritual.
Ermitaño fue el nombre dado desde el siglo III al V al cristiano que, para entregarse con toda libertad a la vida contemplativa y penitente en busca de Dios, se apartaba de los vínculos sociales, para habitar en los desiertos de la Tebaida (a unos mil kilómetros del delta del Nilo) y en las comarcas vecinas. La norma de vida de aquellos eremitas era de un ascetismo llevado a sus límites: vivían en el desierto, se alojaban en albergues precarios o en cuevas, y subsistían gracias al trabajo manual. Sus ayunos eran muy prolongados y mantenían una vida espiritual durísima.
El modelo inicial de eremitismo, propio de los anacoretas orientales del siglo III, tendría más tarde imitadores —aunque con reservas— en la vida monástica occidental. Sucesivamente y por extensión, se asignó el mismo nombre de ermitaño a todos los que se retiraban a lugares solitarios para vivir una vida libre de las ataduras de la sociedad. Algunos fijaban su misión en el cuidado y protección de una ermita dedicada a algún santo, por lo general, en algún paraje despoblado y poco visitado. El retiro del ermitaño se consideraba parte de su vida espiritual y de su entrega cristiana.
En su evolución posterior, la Iglesia generó una tendencia hacia la transformación de aquellas primeras comunidades eremíticas, llamadas eremitorios, cenobios, lauras y skete, en órdenes religiosas estables, que permitieran una vida ascética pero evitando prácticas extravagantes o exageradas, reglando las horas de oración, de trabajo y de estudio. Se mantenía la pobreza, pero con vestimenta y comida adecuadas. Así, se dio el nombre de ermitaños a ciertas órdenes religiosas como las de san Pablo, san Jerónimo o san Agustín.

#### Ejemplos de eremitismo temprano
Se dice que el primer ermitaño fue Pablo, el egipcio que vivió noventa años en el desierto (desde 250 a 340 d. C.).

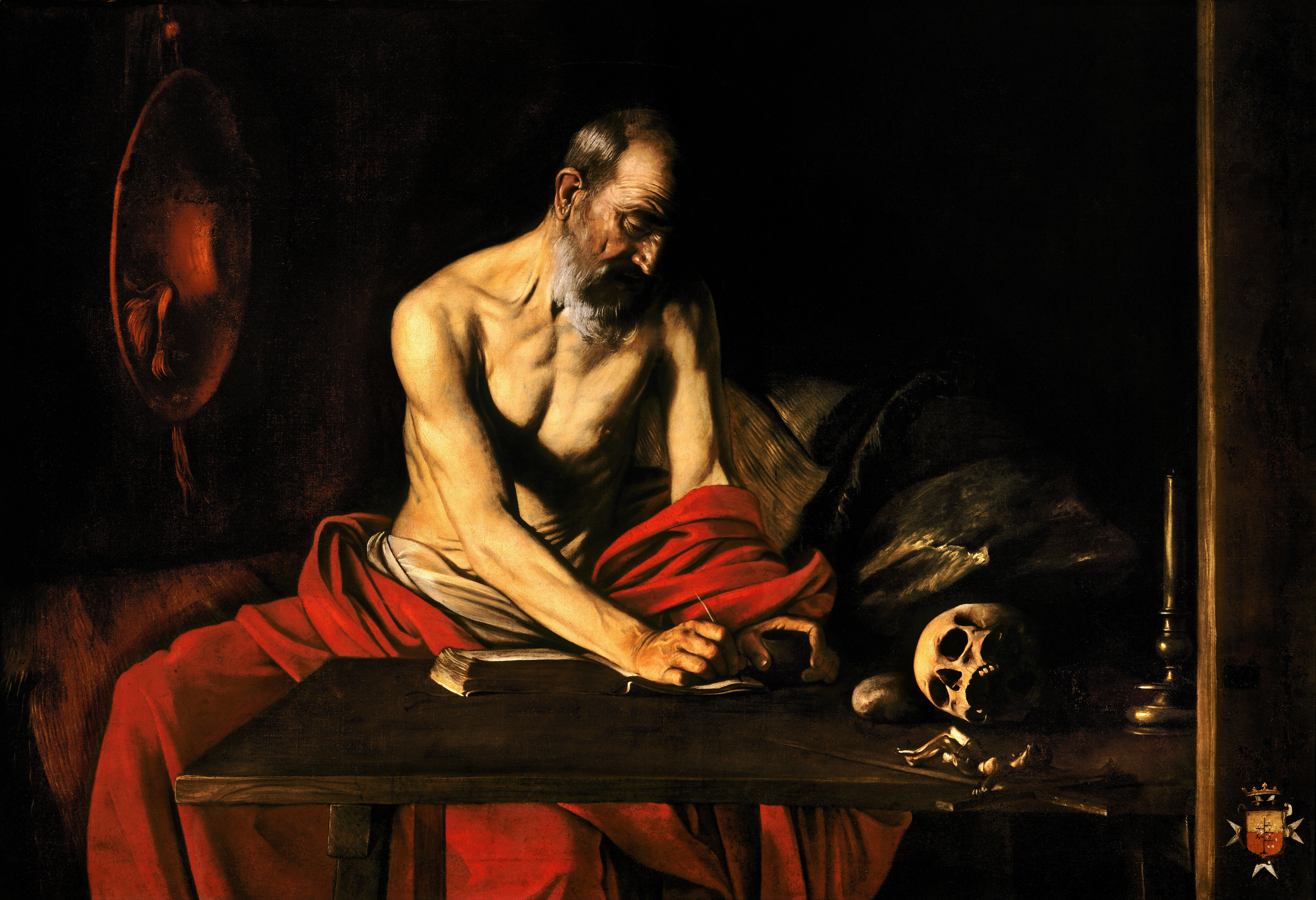
San Jerónimo de Estridón

Entre los ejemplos más notables de eremitismo de los siglos III a VI se cuentan:
- Antonio Abad, también llamado Antonio de Egipto, siglo IV, Egipto, uno de los Padres del Desierto, considerado el fundador de la vida monástica.
- Jerónimo de Estridón, siglo IV, doctor de la Iglesia, considerado el padre espiritual de la orden eremítica de los Hieronimitas.
- San Palemón y su discípulo San Pacomio, siglo IV, fundadores del monasterio de Tabennisi.
- Macario el Viejo, siglo IV, fundador del monasterio de san Macario el Grande, presunto autor de las llamadas "Homilías espirituales".

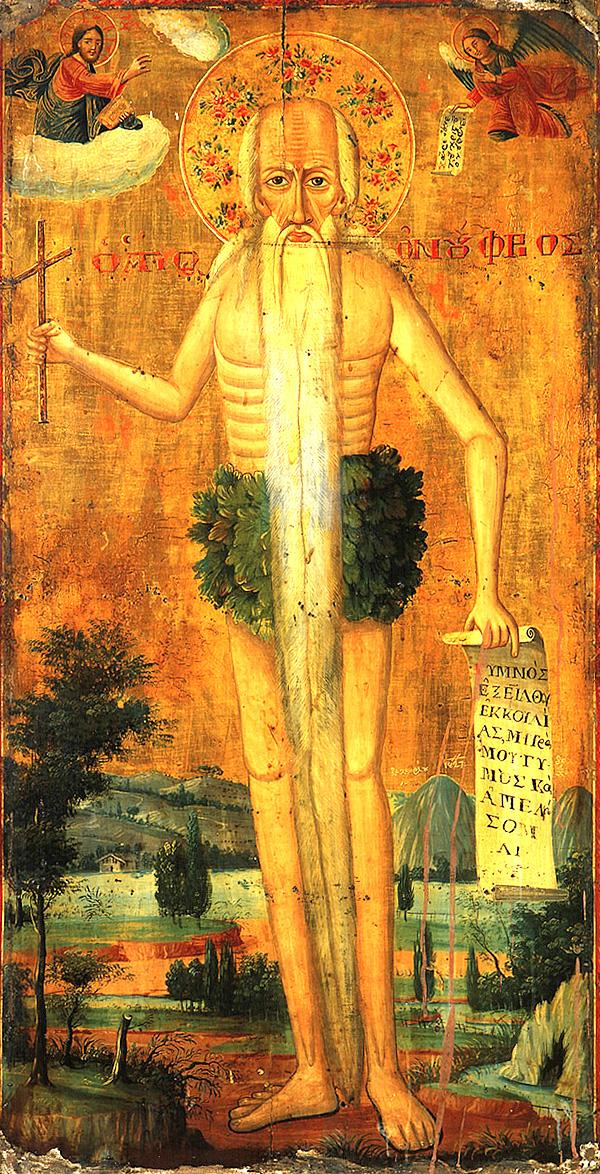
San Onofre

- San Onofre, ermitaño que vivió en el desierto egipcio en el siglo IV.
- Sinclética de Alejandría, siglo IV, Egipto, una de las más tempranas Madres del desierto, sus máximas se suelen incluir entre los dichos de los Padres del Desierto.
- Gregorio I el Iluminador, siglo IV, evangelizador de Armenia y considerado su patrono.
- María de Egipto, siglos IV-V, Egipto y Transjordania, penitente.
- Simón el Estilita, siglos IV-V, Siria, "el ermitaño de la columna".
- Sara del Desierto, siglo V, Egipto, una de las Madres del desierto, sus máximas se suelen incluir entre los dichos de los Padres del Desierto.
- San Millán, también conocido como san Emiliano, siglos V-VI, actual patrono de Castilla, discípulo de Felices de Bilibio. En las Fiestas de san Juan del Monte se venera a un.ermitaño indeterminado llamado Juan de esa misma fecha y lugar, haciendo mención también a Formerio. Junto a Saturio y su discípulo Prudencio conforman el núcleo de ermitaños de la sierra de la Demanda y alrededores.
- Benito de Nursia, siglo VI, Italia, autor de la llamada regla de san Benito, considerado uno de los fundadores del monasticismo de Occidente.
- San Fructuoso de Braga, siglo VI, noble godo y ermitaño, precursor del fenómeno eremita y monástico de la Tebaida leonesa, y que supuso el inicio del monacato en la península ibérica.
- Eghishe, siglo V, de origen armenio, más conocido como el autor de Historia de Vardan y la guerra de Armenia. Batalló contra la supresión del Cristianismo.

### El eremitismo en los siglosXIyXII

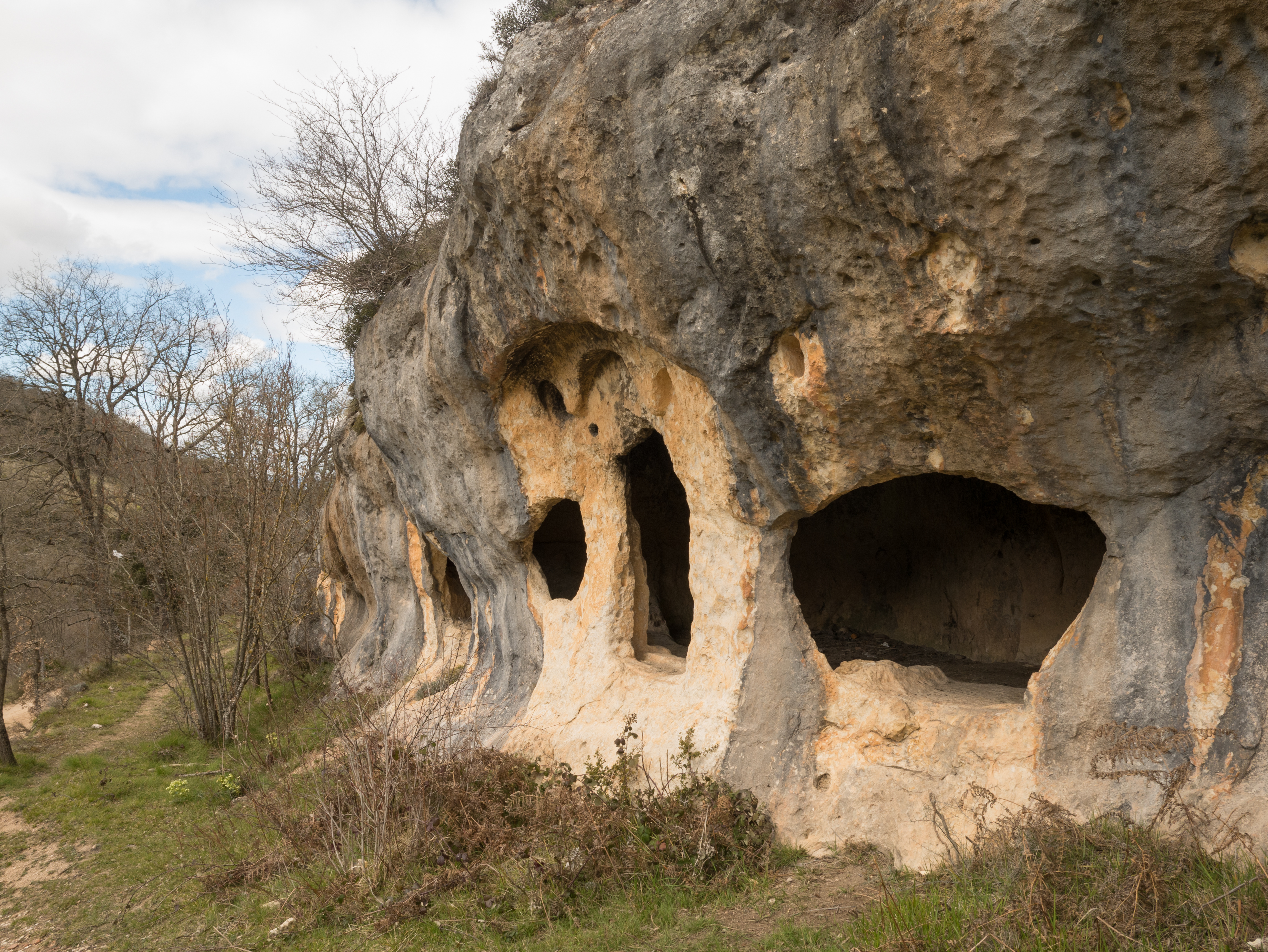
Cueva eremítica cerca de Marquínez, Álava

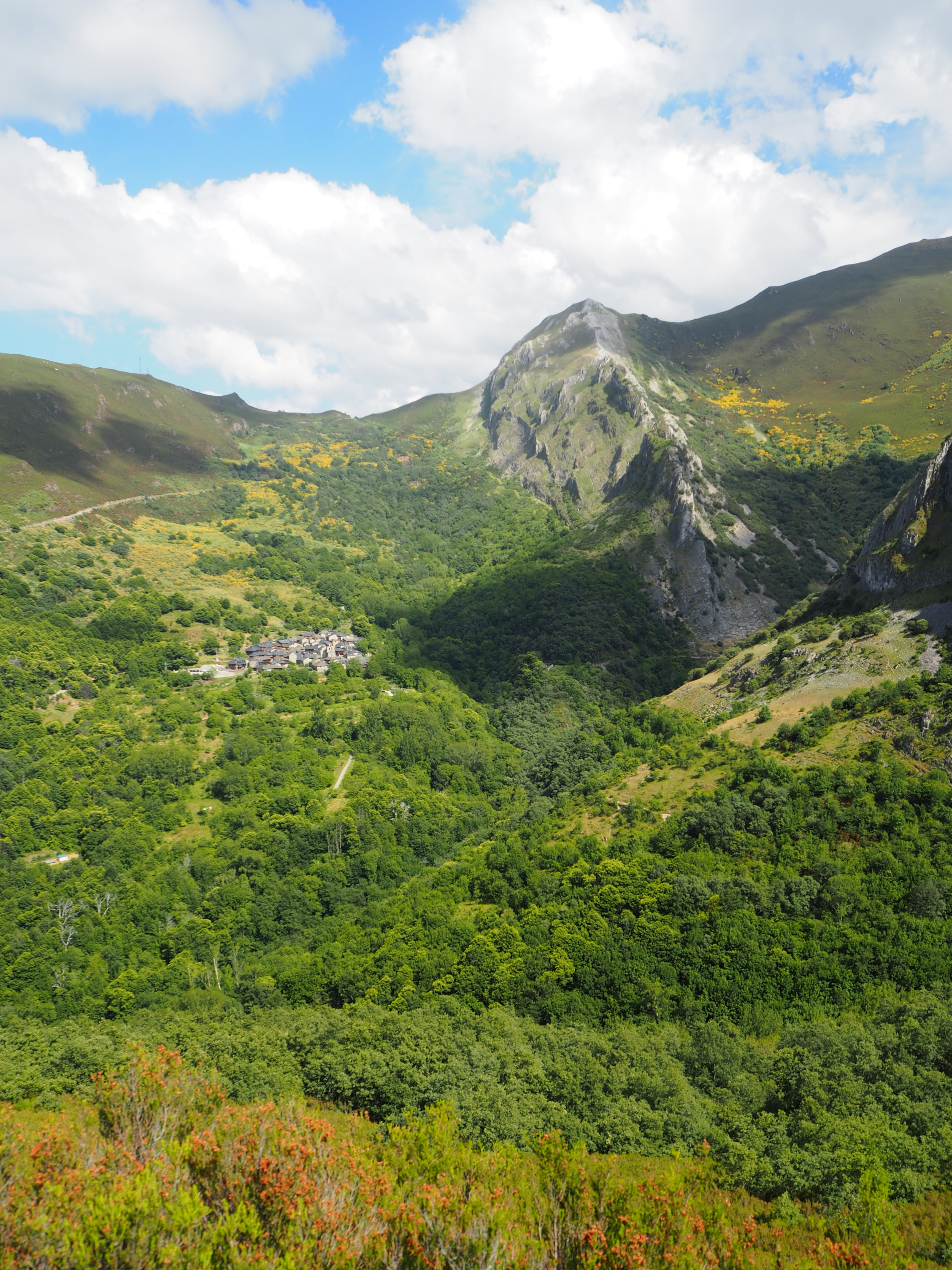
Valle del Silencio, lugar de retiro en cuevas de monjes eremitas como San Genadio

En la Edad Media, el eremitismo consistió principalmente en la renuncia ascética a una patria, a lo que se unía la llamada peregrinatio pro Christo (la condición de itinerante por amor a Cristo).
El eremitismo, tal como se generalizó en Europa a partir de las severas reformas monásticas en los siglos XI y XII, se convirtió en una alternativa a la regla vivida por los monjes en los grandes monasterios o abadías. Ya no tenía las características del practicado en la Alta Edad Media, sino que se generó en ciertas personas (aristócratas, clérigos o monjes insatisfechos) como reacción de carácter espiritual frente a la vida de opulencias. El «progreso» económico y la vida de opulencia se prodigaba particularmente en las nuevas ciudades y entre los propietarios de terrenos. El «eremitismo» suponía aquí un cambio o «conversión», que implicaba un salto desde la «opulencia» que se abandonaba a la «suma pobreza» que se asumía sin atenuantes, dejando las ciudades.
Es así como muchos monjes volvieron a la soledad del desierto, solos o en pequeños grupos. A los asentamientos eremíticos que se produjeron en el siglo XI corresponde la aparición de las órdenes de los cartujos y los camaldulenses, en tanto que en el siglo XIII surgen los ermitaños agustinos, identificados con las órdenes mendicantes. Así se produce la unión del anacoretismo y el cenobitismo en una orden centralizada.
Además de las distintas formas de eremitismo organizado, existieron hombres y mujeres llamados «inclusos» o «reclusos» que, temporalmente o de por vida, se encerraban voluntariamente en una celda que hacían tapiar. Estos habitáculos carentes de puertas poseían como único medio de acceso una ventana pequeña por la que entraba algo de luz. A través de esa abertura la gente les hacía llegar alimento y bebida utilizando una polea. Solían gozar de gran prestigio por las virtudes heroicas que se les atribuían. Esta forma perdió prontamente importancia en el siglo XV hasta desaparecer por completo en el siglo XVII. Sin embargo, el eremitismo como tal continuó existiendo.

#### Ejemplos de eremitismo en los siglosXIyXII
Entre los ejemplos más conocidos de eremitismo de los siglos XI y XII se pueden mencionar:
- San Romualdo, siglo X-XI, Italia, fundador de la Orden de la Camáldula, conocidos como camaldulenses.
- Bruno de Colonia, siglo XI, Francia, fundador de la Orden de los Cartujos.
- Pedro de Amiens el Ermitaño, siglo XI, Francia, uno de los conductores de la Cruzada de los Pobres.

En los siglos XIII al XV se presentaron casos paradigmáticos de eremitismo, entre los que sobresalen el de Celestino V quien, en una decisión espontánea, renunció al papado para retornar a su vida eremítica, y el de Juliana de Norwich, considerada una de las más grandes escritoras místicas de Inglaterra.

### El eremitismo en tiempos contemporáneos
Después de la secularización que significó la ilustración alemana del siglo XVIII, surgió en la primera mitad del siglo XIX una nueva fraternidad eremítica en la diócesis de Ratisbona (en alemán, Regensburg), Alemania. Los miembros de la fraternidad vivían como terciarios de san Francisco de Asís, y se extendieron por zonas yermas de Alemania, Suiza y Austria.
En el siglo XX el eremitismo tomó diferentes formas.

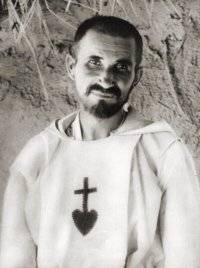
San Carlos de Foucauld en 1904, ermitaño en Argelia

Algunos ermitaños famosos pertenecen a órdenes religiosas, aunque solicitan permiso para llevar una vida eremítica. Tales son los casos de María Boulding (monja benedictina, 1929-2009) o Thomas Merton (monje cisterciense, 1915-1968). Otros ermitaños son consagrados según el canon 603 (véase más adelante), como Scholastica Egan. Hay ermitaños que no pertenecen a ninguna orden religiosa, como la hermana Wendy Beckett (quien perteneció a las Hermanas de Nuestra Señora de Namur), o Jan Tyranowski, figura central en la formación de Karol Wojtyła.
San Carlos de Foucauld (1858-1916) constituye un caso emblemático. Habiendo sido un militar de vida disipada y un explorador de Marruecos, se convirtió al catolicismo y vivió como monje trapense, primero en Francia y luego en Siria. Más tarde abandonó la Trapa para llevar una vida eremítica aún más exigente en el desierto del Sahara argelino, aunque su espiritualidad incluyó numerosos rasgos de servicio hacia los más abandonados. Su figura, simbolizada en la célebre Oración de abandono, constituye una renovación del eremitismo y de la llamada «espiritualidad del desierto» en pleno siglo XX.

### El Código de Derecho Canónico y el eremitismo
El Código de Derecho Canónico, promulgado por la autoridad de Juan Pablo II el 25 de enero de 1983, contempla el eremitismo diocesano-canónico en el canon 603:

1. Además de los institutos de vida consagrada, la Iglesia reconoce la vida eremítica o anacorética, en la cual los fieles, con un apartamiento más estricto del mundo, el silencio de la soledad, la oración asidua y la penitencia, dedican su vida a la alabanza de Dios y salvación del mundo.

2. Un ermitaño es reconocido por el derecho como entregado a Dios dentro de la vida consagrada, si profesa públicamente los tres consejos evangélicos, corroborados mediante voto u otro vínculo sagrado, en manos del Obispo diocesano, y sigue su forma propia de vida bajo la dirección de éste.
Código de Derecho Canónico, canon 603

En España y en distintos países de América hispana existen hoy ermitaños y ermitañas consagrados según este canon.

## El eremitismo en otras religiones y culturas
La práctica del eremitismo está presente además en la historia del hinduismo, el budismo y el sufismo. El taoísmo también cuenta en su haber con figuras ascéticas y eremíticas, aunque raramente el eremitismo fue una forma de vida permanente para los taoístas practicantes. Desde un punto de vista religioso, la vida solitaria se torna así en una forma de ascetismo, en donde el ermitaño renuncia a las preocupaciones y placeres mundanos. En la vida eremítica asceta, el ermitaño busca la soledad para la meditación, la contemplación y la oración sin las distracciones de contacto con la sociedad humana, el sexo, o la necesidad de mantener otros estándares socialmente aceptables (por ejemplo, de alimentación o vestimenta).
En China la vida ascético-eremítica típica de la espiritualidad del budismo y del cristianismo pre-protestante no formó parte de la cultura antes de la introducción del budismo, y hasta la actualidad se la ve con cierto recelo desde el punto de vista de los valores normativos de China. Por otro lado, existe un inusual eremitismo no ascético, que tiene en China una historia que precede al budismo. Para una élite el equivalente de la vida eremítica en China en la actualidad consiste en negarse a ocupar cargos gubernamentales o en ser forzado a retirarse. Este fue un estilo de vida entendido como religioso —a menudo relacionado con la experiencia extática religiosa—, así como el mantenimiento de los más altos valores éticos. El ascetismo no estaba implicado sino que, de hecho, podría tratarse de un estilo de vida dedicado a búsquedas estéticas.